# Nephrotoma scurroides
Nephrotoma scurroides är en tvåvingeart som först beskrevs av de Meijere 1904.  Nephrotoma scurroides ingår i släktet Nephrotoma och familjen storharkrankar. Inga underarter finns listade i Catalogue of Life.